# Maldon (Essex)
Maldon is een civil parish in het district Maldon, in het Engelse graafschap Essex. Het district Maldon telt 59.433 inwoners, de civil parish Maldon  14.220.
Maldon ligt aan het begin van het estuarium van de rivier Blackwater en is een belangrijke haven voor de oude bruine vloot van traditionele zeilschepen die de Engelse oostkust en estuaria bevoeren.
Eenmaal per jaar wordt er de "Mud Race" gehouden, een hardloopwedstrijd voor het goede doel over de slikplaten van de rivier.
In de kerk van All Saints in Maldon is een gebrandschilderd raam met Sint-Joris, Sint-Niklaas en Jeanne d'Arc. Bovenaan toont zij de wapenschilden van Engeland, Schotland, Wales, de Verenigde Staten, en George Washington. Daaronder zijn de landing van Christoffel Columbus, de Amerikaanse Onafhankelijkheidsverklaring en het Vrijheidsbeeld uitgebeeld.

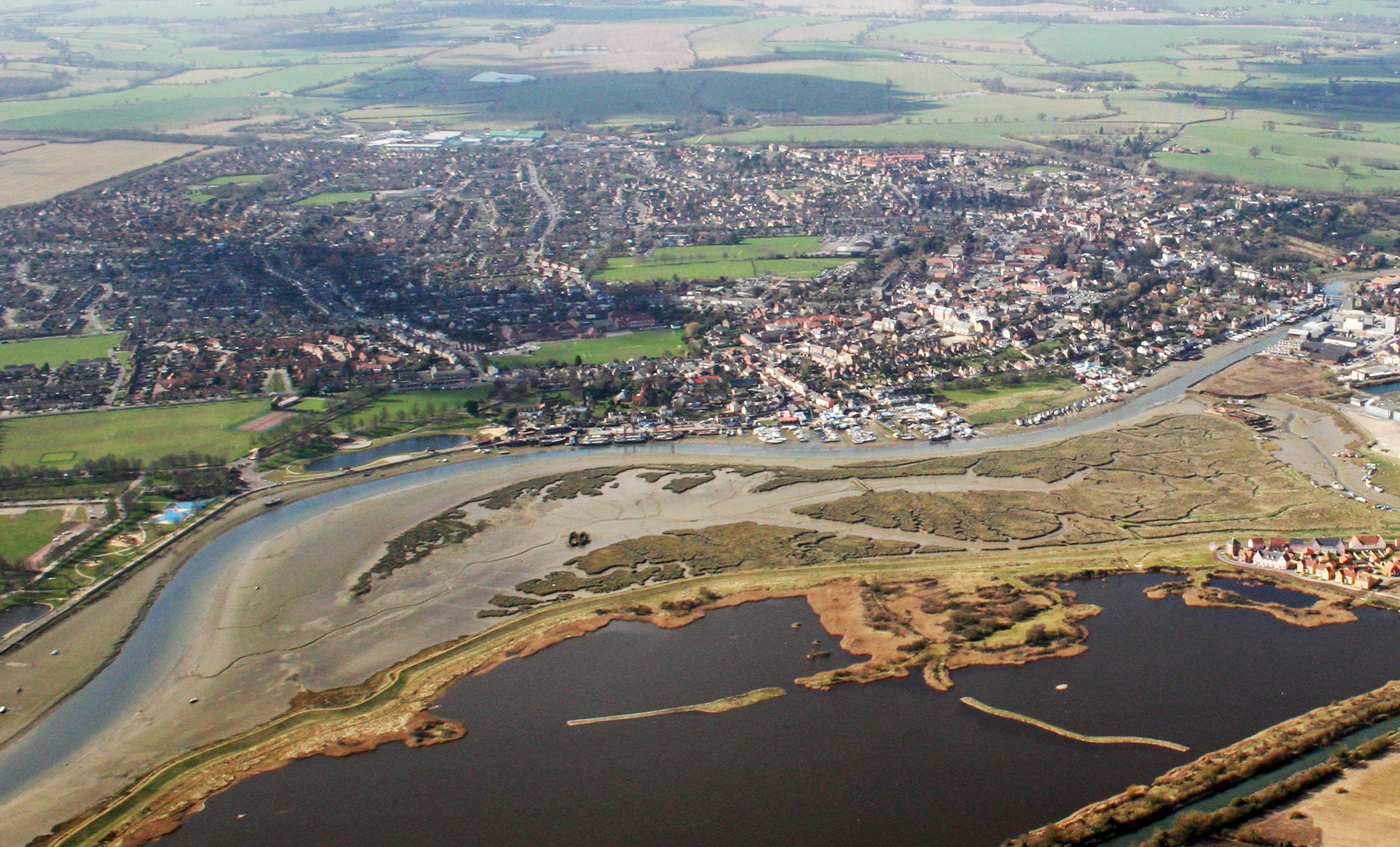
Maldon
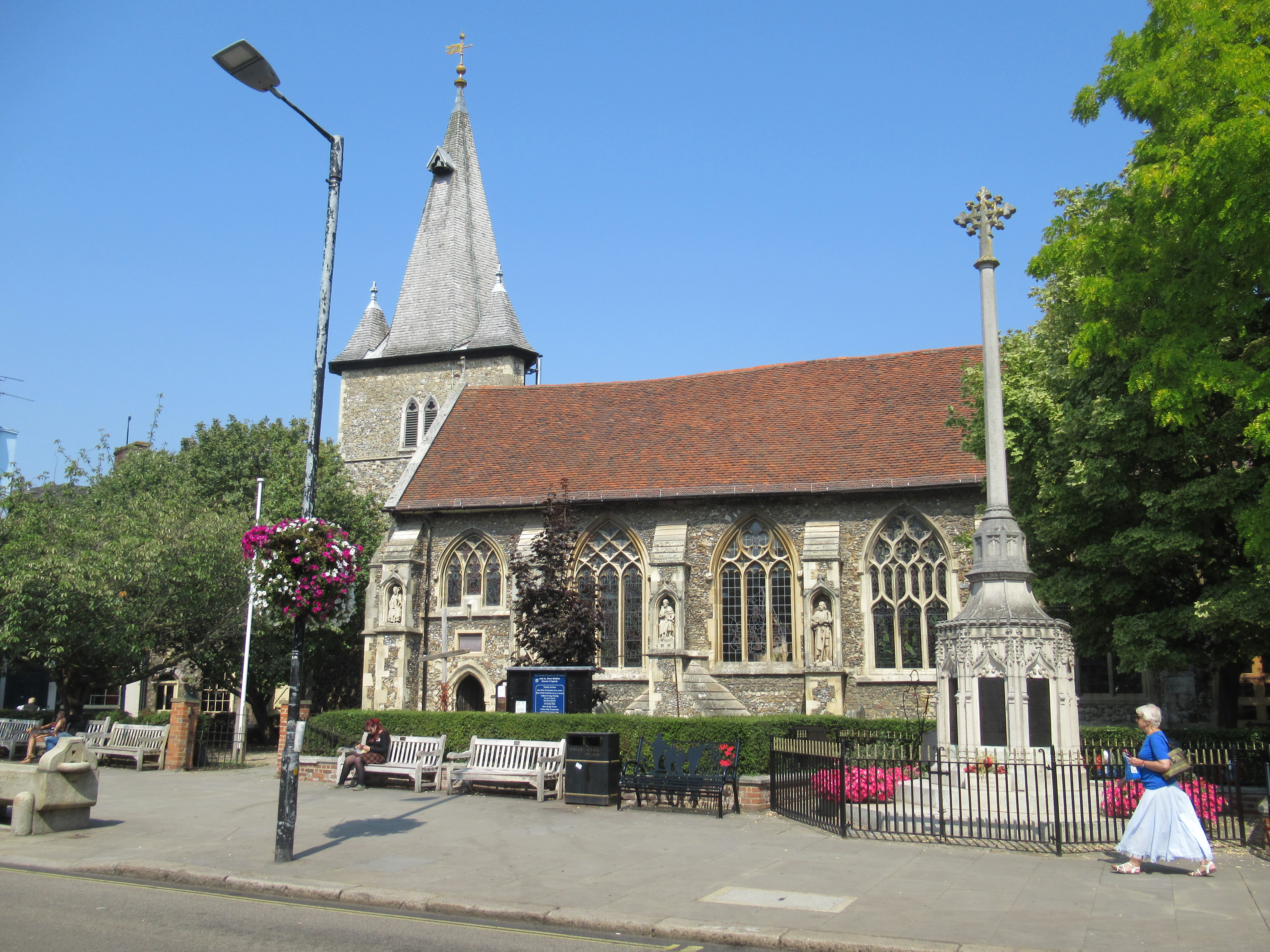
De kerk van All Saints

## Partnersteden
- Cuijk (Nederland)

## Geboren
- John William Strutt (1842-1919), natuurkundige en Nobelprijswinnaar (1904)
- Sam Ryder (25 juni 1989), Britse zanger